# Бая-де-Ф'єр
Бая-де-Ф'єр (рум. Baia de Fier) — село у повіті Горж в Румунії. Адміністративний центр комуни Бая-де-Ф'єр.
Село розташоване на відстані 200 км на північний захід від Бухареста, 41 км на схід від Тиргу-Жіу, 94 км на північ від Крайови.

## Населення
За даними перепису населення 2002 року у селі проживали 3523 особи.
Національний склад населення села:
| Національність | Кількість осіб | Відсоток |
| -------------- | -------------- | -------- |
| румуни         | 3505           | 99,5%    |
| цигани         | 15             | 0,4%     |

Рідною мовою назвали:
| Мова      | Кількість осіб | Відсоток |
| --------- | -------------- | -------- |
| румунська | 3512           | 99,7%    |
| угорська  | 6              | 0,2%     |
| циганська | 5              | 0,1%     |